# Zürich Lions
Die Zurich Lions Baseball & Softball sind ein im Kanton Zürich beheimateter Baseballverein der Swiss Baseball and Softball Federation (SBSF). Er gilt als einer der ältesten Baseballvereine der Schweiz. Der Club wurde im Jahr 1983 gegründet und hat in seiner 37-jährigen Geschichte alle Höhen und Tiefen durchgemacht, von den NLA Meistertiteln im 1985, 1987 und 1989 bis zum Abstieg in die unterste Liga. Mittlerweile haben sich die Zürich Lions wieder in der NLB etabliert und mischen dort seit einigen Jahren wieder mit. Zudem stellt der Club auch eine 1. Liga Mannschaft und eine erfolgreiche Junioren Abteilung. Aktueller Präsident ist Benjamin Kessler.

## Titel und Erfolge
- Schweizer Baseball-Meister: 1985, 1987, 1989